# 1981-es MotoGP-világbajnokság
Az 1981-es gyorsaságimotoros-világbajnokság volt a MotoGP harmincharmadik szezonja. Az idény során az előző évekhez hasonlóan öt kategóriában versenyezhettek.
Group 3
Group 4
Group 5
Group 6
Group 7
Group A Sports Cars
Group C

## Összefoglaló
A királykategória világbajnoki címét az olasz Marco Lucchinelli szerezte meg, aki bár öt győzelmet aratott, mégis csak tizenegy ponttal tudta megelőzni a második helyen végző amerikai Randy Mamolát. A harmadik Kenny Roberts lett.
A 350-es és 250-es géposztályban Anton Mang rendkívül meggyőző fölénnyel győzött. Előbbi kategóriában több pontot szerzett, mint a második Jon Ekerold és a harmadik Jean-François Baldé összesen, és a negyedlitereseknél sem hiányzott sok az ugyanekkora fölény kialakításához.
A két legkisebb kategóriában egyaránt spanyol világbajnokot avattak, a nyolcadlitereseknél Ángel Nieto, az 50-eseknél Ricardo Tormo végzett az élen.
Az évad során egy halálos baleset is történt, amikor az 1975-ös negyedliteres géposztály második helyezettje, a francia Michel Rougerie a jugoszláv nagydíjon elesett, és más versenyzők eltalálták motorjukkal.

## Versenynaptár
| #  | Verseny              | Helyszín     | 50 cm³ győztes    | 125 cm³ győztes | 250 cm³ győztes     | 350 cm³ győztes   | 500 cm³ győztes   | Összefoglaló |
| -- | -------------------- | ------------ | ----------------- | --------------- | ------------------- | ----------------- | ----------------- | ------------ |
| 1  | argentin nagydíj     | Buenos Aires |                   | Ángel Nieto     | Jean-François Baldé | Jon Ekerold       |                   | Összefoglaló |
| 2  | osztrák nagydíj      | Salzburgring |                   | Ángel Nieto     |                     | Patrick Fernandez | Randy Mamola      | Összefoglaló |
| 3  | német nagydíj        | Hockenheim   | Stefan Dörflinger | Ángel Nieto     | Anton Mang          | Anton Mang        | Kenny Roberts     | Összefoglaló |
| 4  | nemzetek nagydíja    | Monza        | Ricardo Tormo     | Guy Bertin      | Eric Saul           | Jon Ekerold       | Kenny Roberts     | Összefoglaló |
| 5  | francia nagydíj      | Paul Ricard  |                   | Ángel Nieto     | Anton Mang          |                   | Marco Lucchinelli | Összefoglaló |
| 6  | spanyol nagydíj      | Jarama       | Ricardo Tormo     | Ángel Nieto     | Anton Mang          |                   |                   | Összefoglaló |
| 7  | jugoszláv nagydíj    | Fiume        | Ricardo Tormo     | Loris Reggiani  |                     | Anton Mang        | Randy Mamola      | Összefoglaló |
| 8  | Holland TT           | Assen        | Ricardo Tormo     | Ángel Nieto     | Anton Mang          | Anton Mang        | Marco Lucchinelli | Összefoglaló |
| 9  | belga nagydíj        | Spa          | Ricardo Tormo     |                 | Anton Mang          |                   | Marco Lucchinelli | Összefoglaló |
| 10 | San Marinó-i nagydíj | Imola        | Ricardo Tormo     | Loris Reggiani  | Anton Mang          |                   | Marco Lucchinelli | Összefoglaló |
| 11 | brit nagydíj         | Silverstone  |                   | Ángel Nieto     | Anton Mang          | Anton Mang        | Jack Middelburg   | Összefoglaló |
| 12 | finn nagydíj         | Imatra       |                   | Ángel Nieto     | Anton Mang          |                   | Marco Lucchinelli | Összefoglaló |
| 13 | svéd nagydíj         | Anderstorp   |                   | Ricardo Tormo   | Anton Mang          |                   | Barry Sheene      | Összefoglaló |
| 14 | csehszlovák nagydíj  | Brno         | Theo Timmer       |                 | Anton Mang          | Anton Mang        |                   | Összefoglaló |

## Végeredmény

### 500 cm³
| Poz. | Versenyző          | # | Ország                  | Motor    | Pont | Gy. |
| ---- | ------------------ | - | ----------------------- | -------- | ---- | --- |
| 1    | Marco Lucchinelli  | 3 | Olaszország             | Suzuki   | 105  | 5   |
| 2    | Randy Mamola       | 2 | USA                     | Suzuki   | 94   | 2   |
| 3    | Kenny Roberts      | 1 | USA                     | Yamaha   | 74   | 2   |
| 4    | Barry Sheene       | 7 | Egyesült Királyság      | Yamaha   | 72   | 1   |
| 5    | Graeme Crosby      | 8 | Új-Zéland               | Suzuki   | 68   | 0   |
| 6    | Boet van Dulmen    |   | Hollandia               | Yamaha   | 64   | 0   |
| 7    | Jack Middelburg    | 9 | Hollandia               | Suzuki   | 60   | 1   |
| 8    | Kork Ballington    |   | Dél-afrikai Köztársaság | Kawasaki | 43   | 0   |
| 9    | Marc Fontan        |   | Franciaország           | Yamaha   | 25   | 0   |
| 10   | Kavaszaki Hirojuki |   | Japán                   | Suzuki   | 19   | 0   |

### 350 cm³
| Poz. | Versenyző           | #  | Ország                  | Motor    | Pont | Gy. |
| ---- | ------------------- | -- | ----------------------- | -------- | ---- | --- |
| 1    | Anton Mang          | 2  | NSZK                    | Kawasaki | 103  | 5   |
| 2    | Jon Ekerold         | 1  | Dél-afrikai Köztársaság | Kawasaki | 52   | 2   |
| 3    | Jean-François Baldé | 3  | Franciaország           | Kawasaki | 49   | 0   |
| 4    | Patrick Fernandez   | 10 | Franciaország           | Yamaha   | 46   | 1   |
| 5    | Carlos Lavado       |    | Venezuela               | Yamaha   | 41   | 0   |
| 6    | Keith Huewen        |    | Egyesült Királyság      | Yamaha   | 29   | 0   |
| 7    | Thierry Espié       |    | Franciaország           | Yamaha   | 24   | 0   |
| 8    | Jacques Cornu       | 7  | Svájc                   | Yamaha   | 20   | 0   |
| 9    | Eric Saul           | 6  | Franciaország           | Yamaha   | 18   | 0   |
| 10   | Graeme McGregor     |    | Ausztrália              | Yamaha   | 14   | 0   |

### 250 cm³
| Poz. | Versenyző              | #  | Ország        | Motor     | Pont | Gy. |
| ---- | ---------------------- | -- | ------------- | --------- | ---- | --- |
| 1    | Anton Mang             | 1  | NSZK          | Kawasaki  | 160  | 10  |
| 2    | Jean-François Baldé    | 3  | Franciaország | Kawasaki  | 95   | 1   |
| 3    | Roland Freymond        | 5  | Svájc         | Ad Majora | 72   | 0   |
| 4    | Carlos Lavado          | 6  | Venezuela     | Yamaha    | 56   | 0   |
| 5    | Patrick Fernandez      | 10 | Franciaország | Yamaha    | 43   | 0   |
| 6    | Jean-Louis Guignabodet |    | Franciaország | Kawasaki  | 36   | 0   |
| 7    | Jean-Louis Tournadre   |    | Franciaország | Yamaha    | 34   | 0   |
| 8    | Martin Wimmer          |    | NSZK          | Yamaha    | 33   | 0   |
| 9    | Didier de Radiguès     |    | Belgium       | Yamaha    | 26   | 0   |
| 10   | Richard Schlachter     |    | USA           | Yamaha    | 25   | 0   |

### 125 cm³
| Poz. | Versenyző          | #  | Ország        | Motor      | Pont | Gy. |
| ---- | ------------------ | -- | ------------- | ---------- | ---- | --- |
| 1    | Ángel Nieto        | 3  | Spanyolország | Minarelli  | 140  | 8   |
| 2    | Loris Reggiani     | 6  | Olaszország   | Minarelli  | 95   | 2   |
| 3    | Pier Paolo Bianchi | 1  | Olaszország   | MBA        | 84   | 0   |
| 4    | Hans Müller        | 5  | Svájc         | MBA        | 58   | 0   |
| 5    | Jacques Bolle      |    | Franciaország | Motobécane | 55   | 0   |
| 6    | Guy Bertin         | 2  | Franciaország | Sanvenero  | 40   | 1   |
| 7    | Ivan Palazzese     | 7  | Venezuela     | MBA        | 37   | 0   |
| 8    | Ricardo Tormo      | 12 | Spanyolország | Sanvenero  | 36   | 1   |
| 9    | Maurizio Vitali    |    | Olaszország   | MBA        | 36   | 0   |
| 10   | Hugo Vignetti      | 20 | Argentína     | MBA        | 30   | 0   |

### 50 cm³
| Poz. | Versenyző          | # | Ország        | Motor     | Pont | Gy. |
| ---- | ------------------ | - | ------------- | --------- | ---- | --- |
| 1    | Ricardo Tormo      | 4 | Spanyolország | Bultaco   | 90   | 6   |
| 2    | Theo Timmer        | 7 | Hollandia     | Bultaco   | 65   | 1   |
| 3    | Stefan Dörflinger  | 2 | Svájc         | Kreidler  | 51   | 1   |
| 4    | Hans Hummel        | 3 | Ausztria      | Sachs     | 43   | 0   |
| 5    | Hagen Klein        |   | NSZK          | Kreidler  | 40   | 0   |
| 6    | Rolf Blatter       |   | Svájc         | Kreidler  | 39   | 0   |
| 7    | Henk van Kessel    | 5 | Hollandia     | Kreidler  | 36   | 0   |
| 8    | Giuseppe Ascarerri |   | Olaszország   | Minarelli | 28   | 0   |
| 9    | Claudio Lusuardi   | 8 | Olaszország   | Villa     | 23   | 0   |
| 10   | George Looijesteyn |   | Hollandia     | Kreidler  | 21   | 0   |